# Missy May

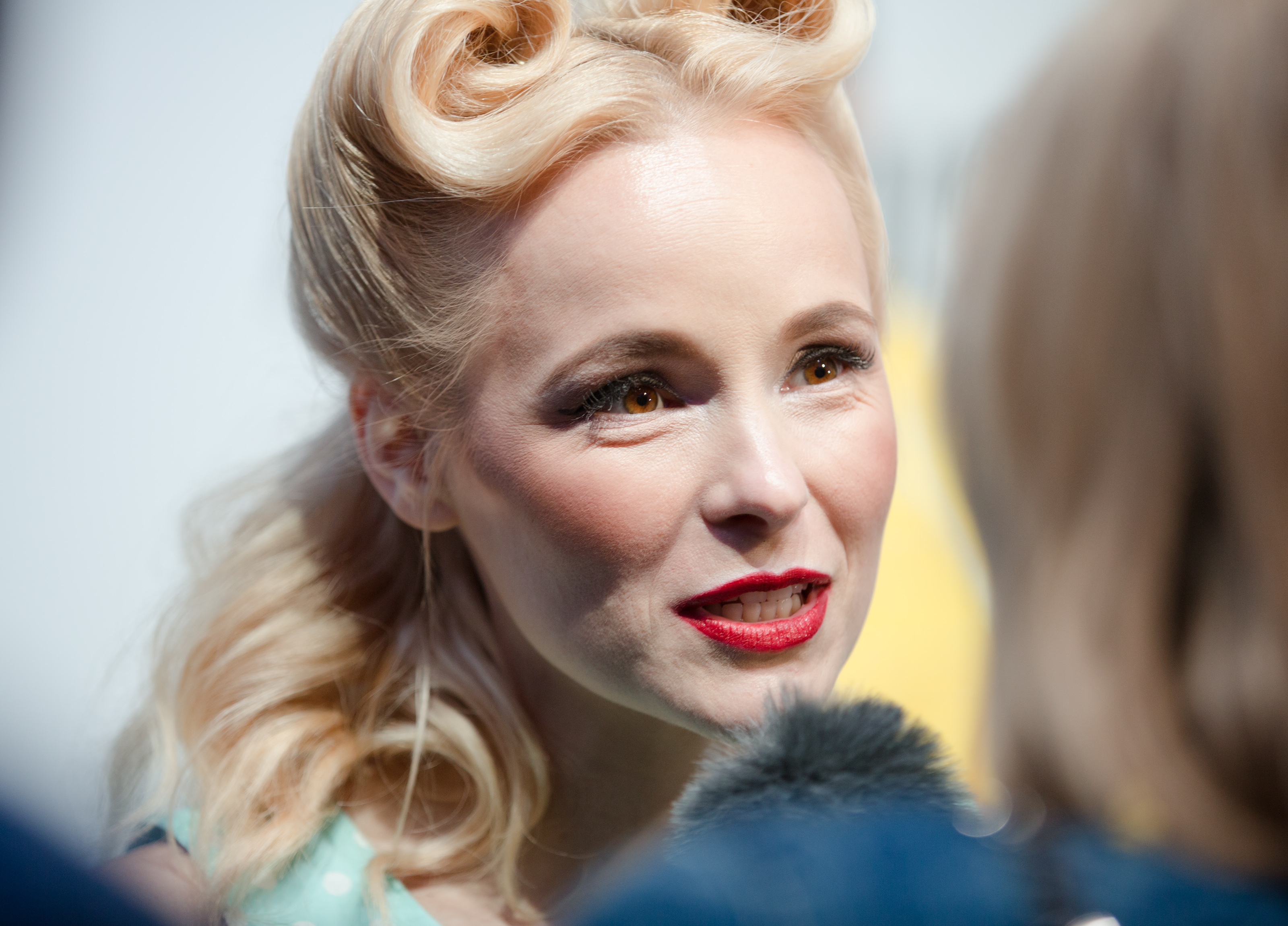
Missy May 2016, damals Fräulein Mai

Missy May, auch Fräulein Mai (* 27. Juli 1986 als Stephanie Meier-Stauffer, verheiratet Stephanie Wanasek-Stauffer) ist eine österreichische Sängerin, Schauspielerin und Moderatorin.

## Leben
Stephanie Meier-Stauffer wuchs mit einer jüngeren Schwester im 14. Wiener Gemeindebezirk Penzing auf.
Ihre künstlerische Karriere startete sie schon früh mit Ballettunterricht und der Teilnahme in einer Kinder-Musical-Company. Mit acht Jahren wurde sie dort für den ORF entdeckt und für Kids4Kids engagiert. Bis 2000 hatte sie Rollen in Sendungen des Kinderprogramms wie Tom Turbo, Artefix und Am dam des. Ihre erste Filmrolle spielte sie mit 15 in dem TV-Sechsteiler Liebe, Lügen, Leidenschaften (u. a. mit Maximilian Schell, Barbara Wussow und Christian Kohlund). Ihre Eltern stellten die Schauspielerei nun allerdings zurück und ihr schulisches Weiterkommen in den Vordergrund. Nach mehreren Schulwechseln schloss sie die Höhere Lehranstalt für wirtschaftliche Berufe mit Matura ab.
Nebenher nahm sie an mehreren Castings teil und war 2003/2004 Kandidatin in der zweiten Staffel der ORF-Castingshow Starmania, wo sie allerdings nicht in die Finalrunden gewählt wurde. Auf Empfehlung von Monika Ballwein (Vocal-Coach für Starmania) stellte sie sich der Plattenfirma Hitsquad Records vor, wo in Folge ihre ersten Singles Star That You Are (2004; lief mehrere Monate im Vorspann der Wettershow des TV-Senders ATV+), Loud Music (2006) und Everything Breaks (2006) produziert wurden. Im Rahmen des Eröffnungskonzerts der Wiener Festwochen 2007 stellte sie die Vorab-Single Born Tonight zu ihrem für Herbst 2007 geplanten Debütalbum vor. Die darauf folgende Live-Tournee führte sie unter anderem zum Donauinselfest im Juni 2007.
Ab 14. September 2008 moderierte sie neben Georg Urbanitsch, Ralph Huber und Christina Karnicnik die Sendung Alles okidoki im neuen ORF-Kinderprogramm okidoki. 2009 kam ihre Tochter zur Welt. Während der Schwangerschaft nahm sie das Album ... to the One I Love mit Neuinterpretationen von Songs wie Baby Love, (Everything I Do) I Do It for You und Das Beste im Stil von Wiegenliedern auf. Im selben Jahr nahm sie auch an der ORF-TV-Show Das Rennen teil. Erstmals als Bühnenschauspielerin spielte sie ab 11. April 2012 im Wiener Metropol eine Hauptrolle in der Inszenierung des Lustspiels Pension Schöller. Im April 2016 erschien, nun unter dem Künstlernamen Fräulein Mai, die Single Monster. Im Herbst 2016 war sie Teil der Jury bei der zweiten Ausgabe der ORF-Castingshow Die große Chance der Chöre.
Im November 2016 brachte sie unter dem Künstlernamen Fräulein Mai ihr erstes Album Frösche, Prinzen, Petticoats heraus.
2016–2018 tourte Missy May mit „Voices of Musical“ und „Voices of Musical Christmas“ gemeinsam mit Maya Hakvoort, Mark Seibert, Lukas Perman und Ramesh Nair durch Österreich und Deutschland. 2017 saß sie gemeinsam mit Oliver Pocher in der Jury der „Großen Chance der Chöre“. Zeitgleich veröffentlichte sie ihr neues Album, welches auf Platz 1 der österreichischen iTunes-Schlager-Charts landete.
Im Sommer 2018 verkörperte sie die Rolle der „Linda“ im Stück „Blutsbrüder“. Für den Lifeball 2018 unter dem Motto „The Sound Of Music“ wurde sie als Solistin engagiert.
Im Frühjahr 2023 nahm Missy May als Ersatzkandidatin für Karina Sarkissova gemeinsam mit dem Profitänzer Dimitar Stefanin in der 15. Staffel der ORF-Tanzshow Dancing Stars teil und gewann diese am 12. Mai.
2024 sah man sie unter anderem als Kate McGowan im Musical Titanic, als Maria Magdalena in Jesus Christ Superstar und als Lilly in Die Drei von der Tankstelle.
2025 wird sie in der ersten deutschen Gesamtaufführung als Nelly Forbush in South Pacific zu sehen sein.

## Privates
Seit 2020 ist die Sängerin mit dem österreichischen Musicaldarsteller Andreas Wanasek in zweiter Ehe verheiratet und die beiden haben neben der 2009 geborenen Tochter aus erster Ehe seit 2021 einen gemeinsamen Sohn.

## Diskografie

### Alben
- ... to the One I Love (2009)
- Frösche, Prinzen, Petticoats (2016)

### Singles
- Star That You Are (2004)
- Loud Music (2006)
- Everything Breaks (2006)
- Born Tonight (2007)
- My Grown Up Christmas List (2007)
- Party in Gear (2008)
- Everything I Do (2009)
- Monster (2016)
- Total auf Kurs (2024)